# Kadír Halil
Kadír Halil (de cele mai multe ori transcris în limba română sub forma: Cadîr Halil) a fost un lider spiritual al tătarilor din România, imam, Muftiul comunității musulmane din județul Constanța. A servit ca muftiu în perioada 1926-1929 fiind precedat de Ibram Kadír Múeddin și succedat de Resul Nuriy.